# Spartacus: War of the Damned
Spartacus: War of the Damned (en español Espartaco: guerra de los condenados) es una serie de televisión que presenta de manera novelada la vida del famoso gladiador rebelde Espartaco. La serie también muestra la vida y peripecias de sus compañeros gladiadores y de los romanos.
La tercera y última temporada narra el combate entre el ejército de gladiadores liderados por Espartaco y Crixo, frente de las legiones romanas de Marco Licinio Craso.

## Capítulos
| N.º | Nombre                                                  | Fecha de estreno |
| --- | ------------------------------------------------------- | ---------------- |
| 1   | Enemies of Rome - Enemigos de Roma                      | 25/01/2013       |
| 2   | Wolves at the Gate - Lobos en la puerta                 | 01/02/2013       |
| 3   | Men of Honor - Hombres de honor                         | 08/02/2013       |
| 4   | Decimation - Decimatio                                  | 22/02/2013       |
| 5   | Blood Brothers - Hermanos de sangre                     | 01/03/2013       |
| 6   | Spoils of War - Botín de guerra                         | 08/03/2013       |
| 7   | Mors Indecepta - Muerte Engañosa                        | 15/03/2013       |
| 8   | Separate Paths - Caminos separados                      | 22/03/2013       |
| 9   | The Dead and the Dying - Los muertos y los que agonizan | 05/04/2013       |
| 10  | Victory - Victoria                                      | 12/04/2013       |

## Elenco

### Rebeldes
- Liam McIntyre como Espartaco -un guerrero tracio condenado a la esclavitud como un gladiador de la Casa de Batiatus. Después de liderar un levantamiento en el ludus, él y su ejército han experimentado un gran éxito contra las fuerzas de Roma, pero se encuentran en una gran lucha contra las fuerzas de Craso.
- Manu Bennett como Crixus -un guerrero galo que es el segundo al mando en la revuelta de los rebeldes. Amante de Naevia.
- Dustin Clare como Gánico -un guerrero celta, y ex gladiador que ha tomado las armas contra la República para honrar la memoria de Oenomaus. Amante de Melitta.
- Daniel Feuerriegel como Agron -un guerrero germánico, y uno de los líderes del ejército rebelde. Amante de Nasir.
- Cynthia Addai-Robinson como Naevia -una antigua esclava fenicia. Ella lucha con las heridas emocionales que habían cometido con ella varios abusadores romanos. Amante de Crixus.
- Ellen Hollman como Saxa -una guerrera germánica. Amante de Gánico.
- Luna Rioumina como Belesa –la nueva amante de Saxa.
- Ema Park como Aurelia - Una antigua esclava . Ella lucha por sobrevivir es salvada por Laete . Amante de Gánico.
- Zanja Davey como Nemetes -  un guerrero germánico que está en conflicto acerca de la rebelión y de su papel en ella.
- Barry Duffield como Lugo - un guerrero germánico.
- Heath Jones como Donar - un ex gladiador de la Casa de Batiatus, y un guerrero leal en la rebelión.
- Pana Hema Taylor como Nasir - un guerrero sirio y amante de Agron.
- Blessing Mokgohloa como Castus - un pirata de Cilicia que se une a la rebelión.
- Jenna Lind como Kore - esclava leal de Craso. Eventos desafortunados pondrán a prueba su lealtad a la Casa de Craso.
- Gwendoline Taylor como Sibila - una joven esclava cuya vida es salvada por Gánico. Con el tiempo se convierte en su amante.
- Ayse Tezel como Canthara - una esclava cuya vida es salvada por Julio César.

### Romanos
- Simon Merrells como Marco Licinio Craso - el hombre más rico de Roma. Después de muchos intentos fallidos de poner fin a la revuelta el Senado romano le encomienda la tarea de poner fin a la rebelión.
- Todd Lasance como Julio César - un soldado joven, pero con experiencia que está comisionado por Craso para llevar a cabo operaciones de infiltración y sabotaje contra el campamento rebelde, antes de regresar es nombrado el segundo más alto rango oficial de Craso (bajo su hijo, Tiberio).
- Christian Antidormi como Tiberio Licinio Craso - el hijo mayor de Marco Licinio Craso.
- Anna Hutchison como Laeta - una ciudadana romana que ha sido tomada cautiva por Espartaco tras la invasión rebelde de su ciudad, y con el tiempo se convierte en su amante.
- Roy Snow como Quinto Marcio Rufus, comandante de Craso.
- Jared Turner como Lucius Furius, tribuno de Cosinio
- John Wraight como Lucius Cosinio, pretor enviado para derrotar a Espartaco.